# Pacte de Santoña

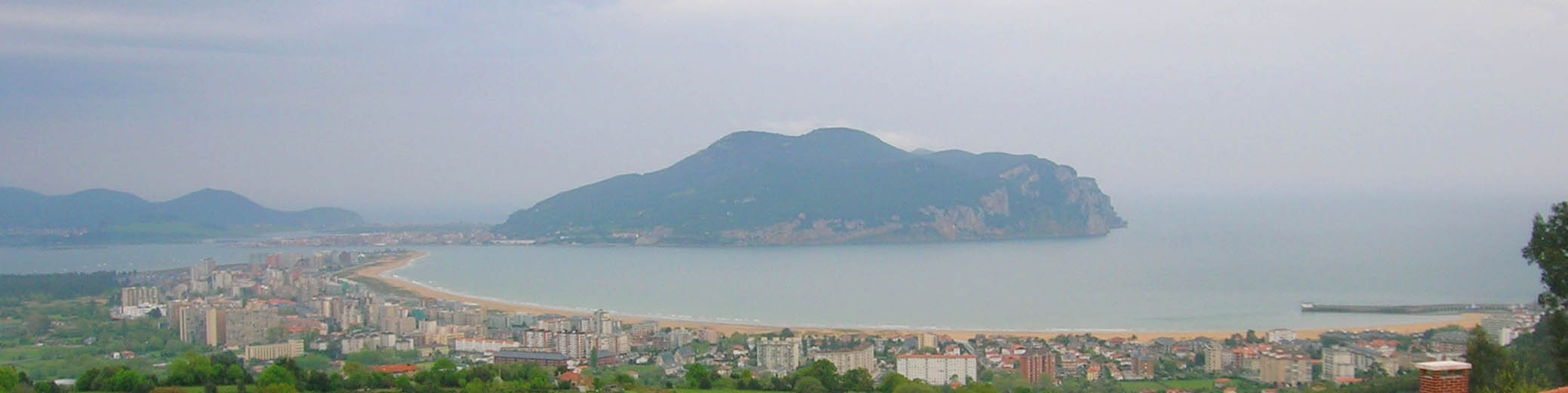
Vista de Santoña

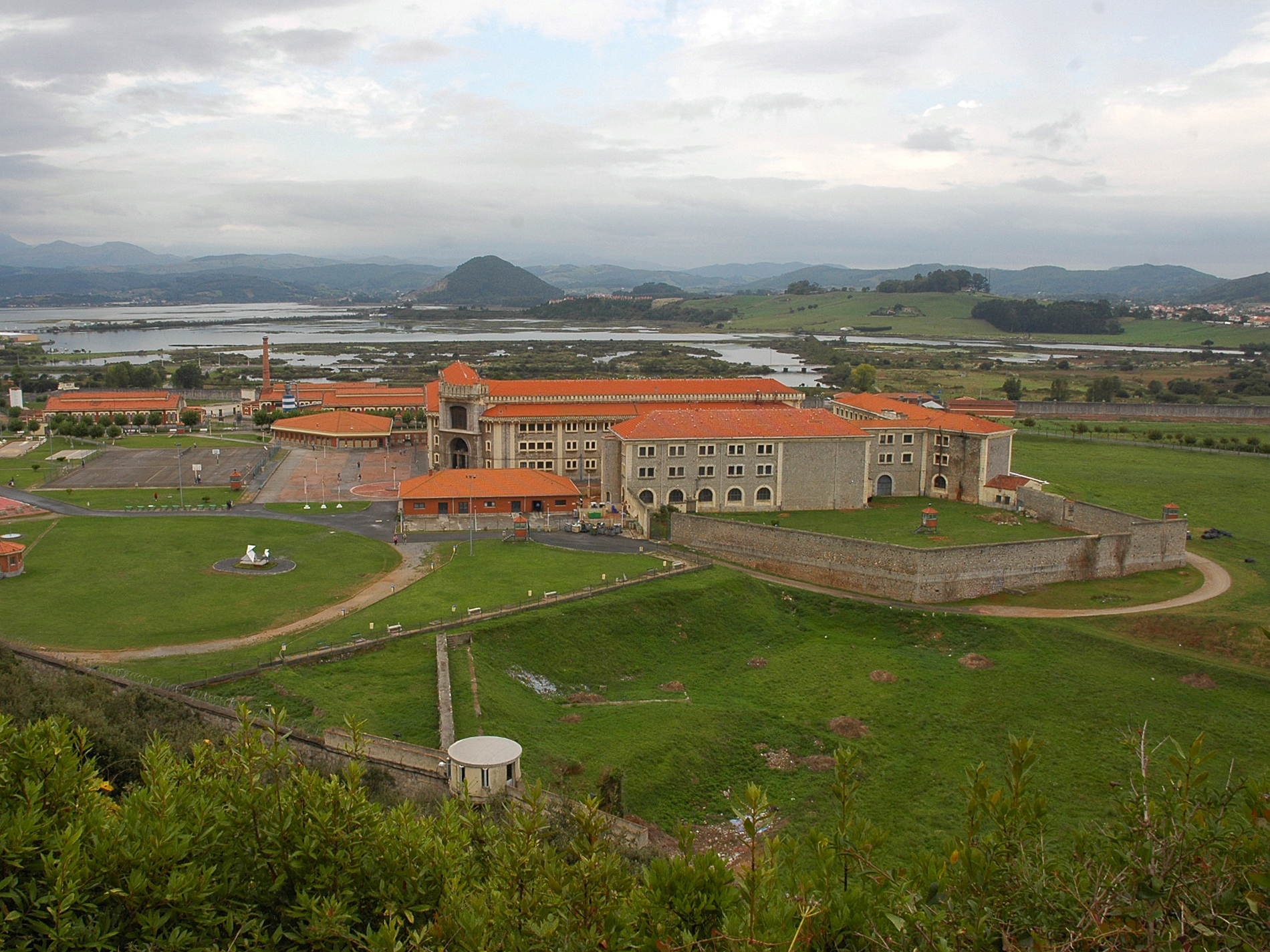
Penal d'El Dueso, a Santoña, on foren confinats els soldats bascos.

Pacte de Santoña fou un acord signat el 24 d'agost de 1937 durant la caiguda del Front del Nord en la Guerra Civil espanyola entre dirigents polítics vinculats al Partit Nacionalista Basc i els comandaments de les forces italianes que combatien en suport del bàndol franquista en la població càntabra de Guriezo, propera a Santoña.

## Els fets
Durant la batalla de Santander, i davant el ràpid avanç de les tropes franquistes, les línies de defensa es van enfonsar i es va estendre el pànic en el bàndol republicà, sent nombroses les desercions. A Santoña es van concentrar, per ordre del Partit Nacionalista Basc (PNB), tres batallons de la 50 Divisió de Xoc basca, lligats a aquest partit, que havien abandonat les seves posicions en la nit del 21 al 22 d'agost, i als quals posteriorment se sumarien altres dotze.
Des de la primavera, abans de la caiguda de Bilbao i de les últimes places que controlava el govern basc, Juan de Ajuriaguerra, president del Bizkai Buru Batzar, havia estat negociant, durant diversos mesos, un acord de rendició amb la mediació del Vaticà que va arribar a l'orella del govern de la República en interceptar un telegrama:
| « | 11126 sss CInA DEL Vaticano 1 200- 199 8 1340 ETAT- Sa Excel·lència Aguirre, Bilbao - tinc l'honor de comunicar a la vostra excel·lència que els generals Franco i Mola, interrogats expressament sobre l'assumpte, han fet conèixer ara a la santa seu les condicions d'una eventual rendició immediata de Bilbao. 1: s'obstinen a conservar intacte Bilbao. 2: facilitaran la sortida de tots els dirigents. 3: completa garantia que l'exèrcit de Franco respectarà persones i coses. 4: llibertat absoluta per als milicians soldats que es rendeixin amb les armes. 5: (...). 6: seran respectades la vida i els béns d'aquells que es rendissin de bona fe, encara per als caps. 7; en l'ordre polític, descentralització administrativa en la mateixa forma que la gaudeixin altres regions. 8; (...), el Sant Pare exhorta a la vostra excel·lència a prendre en atent i sol·lícit examen aquestes proposicions amb el desig de veure finalment cessar el sagnant conflicte. Cardenal Pacelli | » |

El president del Consell de Ministres, Largo Caballero, es va reunir amb els ministres més propers i va decidir no fer públic el missatge, que va romandre desconegut fins a la fi de la guerra per al PNB i el Govern Basc, encara que demostra el coneixement que en tenia el lehendakari.
Una figura important d'aquests pactes, en els quals intervenia l'exèrcit italià, seria el pare Alberto Onaindía Zuloaga, el qual s'havia reunit en secret amb el coronel italià di Carlo prop d'Algorta (Biscaia), el 25 de juny. Fruit d'aquesta trobada va sorgir un viatge del militar a Roma per donar explicacions sobre el problema basc al ministre d'Afers exteriors italià, Galeazzo Ciano.
El paper del lehendakari José Antonio Aguirre segueix sent encara incert i fosc. Es desconeix si va ser víctima de la insubordinació del seu propi partit, o per contra ja coneixia i va permetre per endavant aquests contactes. Quan el general Gámir, cap de l'Exèrcit del Nord, va descobrir espantat durant la batalla de Santander la postura de l'Exèrcit Basc Aguirre va simular ignorar-ho. Sembla que el president basc no era partidari de l'acord amb els italians, dels quals no es fiava, però és possible que intentés utilitzar-lo per treure en vaixells al seu exèrcit fins a França, amb la intenció que després tornessin a territori republicà per Catalunya per a reconquerir el País Basc a través de Navarra.
En aquestes circumstàncies es va arribar a un acord a l'esquena del govern de la República, a València en aquests moments, pel qual l'Exèrcit Basc es rendiria, lliurant les seves armes als italians, a canvi que respectessin la vida dels seus soldats i fossin considerats presoners de guerra sota la sobirania italiana, permetent evacuar als dirigents polítics, funcionaris bascos i als oficials que ho desitgessin per mar. En aquell moment els bascos van acceptar la rendició sense ulteriors condicions, encara que van tractar inútilment d'aconseguir unes majors garanties del coronel Farina, cap de l'estat major de les forces italianes. Així les coses els italians van entrar a Santoña i es van fer càrrec de l'administració civil.
El 26 d'agost havien entrat al port de Santoña els bucs mercants anglesos Bobie i Seven Seas Spray procedents de Baiona sota la protecció del destructor anglès Keith. Comença immediatament l'embarcament de refugiats amb passaport basc. A les 10 del matí assabentat el general Dávila mana la immediata suspensió de l'operació i ordena el desembarcament. Únicament el mercant Bobie abandona el port amb 533 ferits a bord escortat pel Keith.
El pacte no va arribar al seu terme, en part a causa del retard de l'arribada dels bucs d'evacuació i en ser desautoritzat finalment per l'alt comandament espanyol, que va ordenar immediatament l'internament dels republicans al Penal d'El Dueso. Cap a novembre, prop d'11.000 gudaris havien estat posats en llibertat, 5.400 estaven integrats en batallons de treball, 5.600 a la presó i s'havien dictat 510 sentències de mort. Malgrat aquestes xifres, la repressió no va aconseguir en aquesta zona la duresa aplicada en altres regions.
Les raons d'aquesta postura no estan encara clares. Una hipòtesi és que la pèrdua del territori va privar de motius per lluitar a l'exèrcit autonòmic, encara que els seus dirigents adduïren la responsabilitat del govern de la República al no haver-los enviat avions per fer front a l'ofensiva franquista. No obstant això, no sembla factible que Indalecio Prieto, ministre republicà de Defensa Nacional aleshores (govern Negrín) i molt lligat a Bilbao, no brindés els recursos necessaris per impedir la caiguda de la ciutat i del seu Cinturó de Ferro.

## Valoració
És evident que la convivència de dues milícies radicalment diferents, una nacionalista al comandament del PNB de caràcter conservador i catòlic i una altra composta per seguidors de l'esquerra i anarquistes, molts d'ells participants en la Revolució de 1934, era difícil i la realitat és que no hi havia cap relació entre elles, malgrat les ordres expresses de formar brigades mixtes.
En tot cas el comportament del nacionalisme basc no va deixar de tenir importants implicacions militars. En paraules de Juan Ruiz Olazarán:
| «                                                                                       | Amb l'abandó de les defenses encomanades als batallons bascos en territoris muntanyesos, que si haguessin complert com era el seu deure, sens dubte l'avanç italià primer i falangista després, s'hauria retardat el temps necessari i possible per donar temps Santander a reorganitzar la seva evacuació a Astúries, evitant certament el desordre causat per les tropes muntanyeses, cert, però en major grau la deserció basca, controlada, orientada i aconsellada per les autoritats basques. | » |
| — Causa General de Madrid, leg. 1543-1. Recollit per Solla Gutiérrez, M. A. en op. cit. | |   |

Aquest fet ha romàs durant molt temps en silenci per ambdues parts. Els republicans no volien reconèixer la traïció de part de les seves tropes, els nacionalistes bascos no volien reconèixer que van tenir contactes per abandonar la República i els franquistes es resistien a admetre que una força estrangera actuava de manera autònoma i es permetia establir negociacions d'amagat seu amb l'enemic.
Tal com fos el Pacte de Santoña ha arribat a aconseguir gran transcendència política i ideològica a Espanya, sent molt polèmic en assenyalar-ho per uns com una traïció del Partit Nacionalista Basc a la República i ser justificat per uns altres.